# Julia Caesar

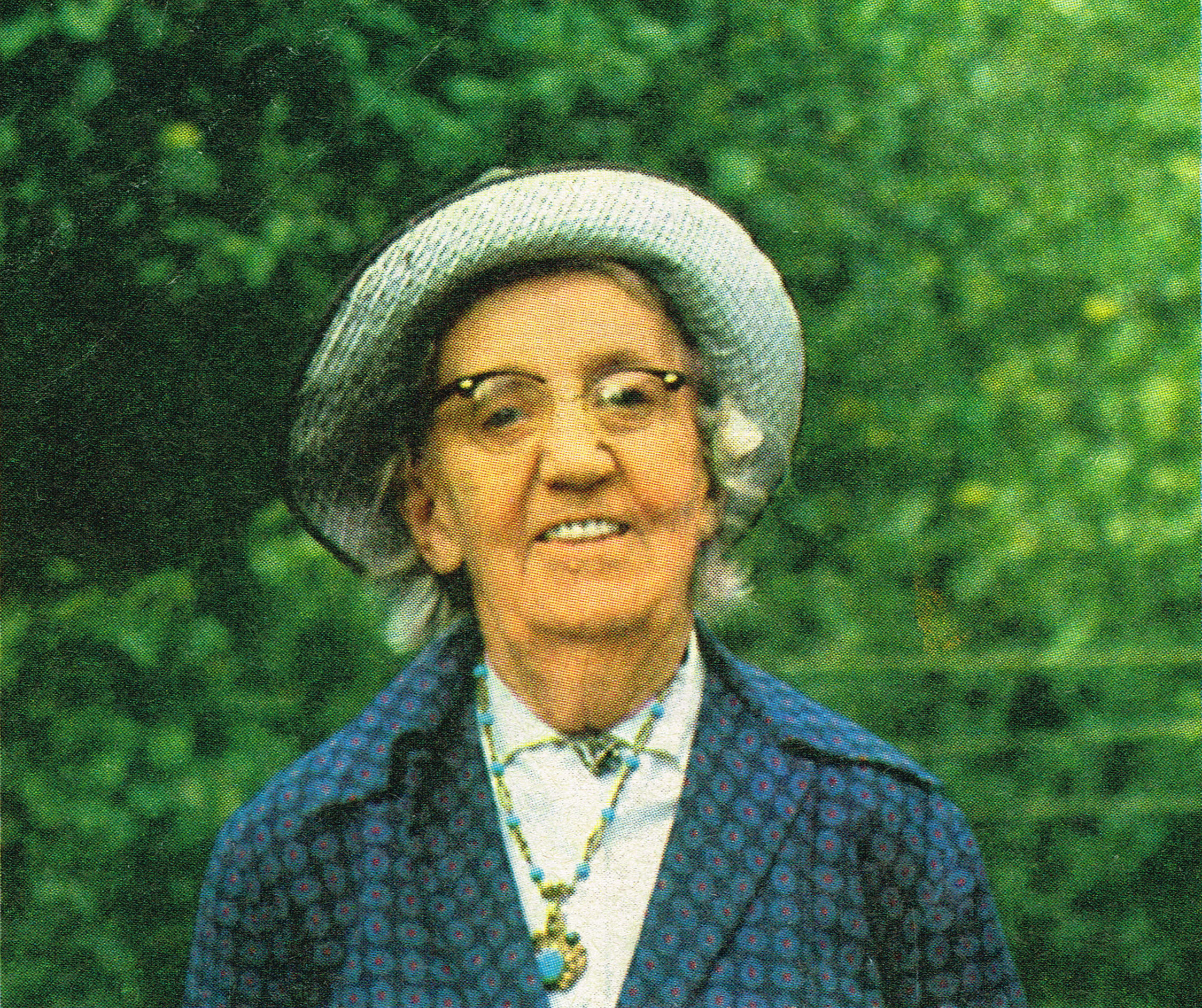
Julia Cæsar en 1967

Julia Cæsar (28 de enero de 1885 - 18 de julio de 1971) fue una actriz teatral y cinematográfica de nacionalidad sueca, cuya carrera artística se desarrolló entre 1905 y 1968.

## Biografía
Su nombre completo era Julia Maria Vilhelmina Cæsar, y nació en Estocolmo, Suecia, siendo su padre Gustav Cæsar, un sargento del Regimiento Svea livgarde. Cæsar tuvo una infancia difícil, y a menudo debía cambiar de domicilio, viviendo en ocasiones con su tío, August Cæsar, que era guardián de la prisión de Långholmen. A los 12 años ella abandonó la escuela, empezando a trabajar como recadera de una tienda.
Cæsar se interesó por el teatro desde temprana edad y, cuando no trabajaba, asistía a representaciones ayudando a los actores tras los escenarios. Se inició con pequeños papeles como extra cuando tenía 16 años, y en 1905 consiguió su primer papel hablado en una revista de Emil Norlander representada en el Teatro Kristallsalongen de Estocolmo.
A partir de entonces fue progresivamente consiguiendo papeles de mayor entidad, principalmente en revistas y obras de carácter popular. Exceptuando el período 1913-1919, cuando estuvo en el Apolloteatern de Helsinki, Cæsar trabajó en teatros de Estocolmo como el Pallas-Teatern, el Odeonteatern, el Södra Teatern, y en Mosebacke, así como en teatros al aire libre en los parques Tantolunden y Rålambshov.
La carrera cinematográfica de Cæsar se inició en 1913 con un pequeño papel en la cinta de Victor Sjöström Ingeborg Holm, actuando en otro film de Sjöström en 1921, Körkarlen. Su primera actuación de importancia llegó en 1922 con Anderssonskans Kalle, película escrita por Emil Norlander, y a partir de entonces llegó a ser una prolífica actriz, con más de 130 actuaciones a lo largo de su carrera.
En 1967, a los 82 años de edad, Cæsar grabó la canción Annie från Amörka, que entró en la lista Svensktoppen, pasando a ser la artista de mayor edad en entrar en la misma.
Cæsar no se casó nunca. Vivió junto a la cantante de opereta Frida Falk hasta la muerte de ésta en 1948.
Julia Cæsar sufrió el 28 de junio de 1968 un accidente cerebrovascular, justo después de interpretar Annie från Amörka en Skansen. Nunca se recuperó totalmente, quedando prácticamente postrada en cama hasta el momento de su muerte, la cual tuvo lugar en 1971 en Estocolmo. Fue enterrada en la iglesia de Bromma de esa ciudad.

## Filmografía (selección)
- 1922 : Vem dömer
- 1922 : Anderssonskans Kalle
- 1923 : Anderssonskans Kalle på nya upptåg
- 1923 : Mälarpirater
- 1925 : Kalle Utter
- 1925 : Hennes lilla majestät
- 1926 : Flickan i frack
- 1929 : Rågens rike
- 1931 : Trötte Teodor
- 1932 : Svarta rosor
- 1932 : Ett skepp kommer lastat
- 1932 : Hans livs match
- 1933 : Fridolf i lejonkulan
- 1933 : Djurgårdsnätter
- 1933 : Bomans pojke
- 1934 : Simon i Backabo
- 1934 : Anderssonskans Kalle
- 1934 : En stilla flirt
- 1935 : Smålänningar
- 1935 : Ebberöds bank
- 1935 : Munkbrogreven
- 1935 : Grabbarna i 57:an
- 1936 : Våran pojke
- 1936 : Han, hon och pengarna
- 1936 : Alla tiders Karlsson
- 1937 : Ryska snuvan
- 1937 : Pappas pojke
- 1937 : Pensionat Paradiset
- 1937 : O, en så'n natt!
- 1938 : Med folket för fosterlandet
- 1938 : Blixt och dunder
- 1939 : Vi på Solgläntan
- 1939 : Rena rama sanningen
- 1939 : Hennes lilla Majestät
- 1939 : Efterlyst
- 1939 : Oss baroner emellan
- 1939 : Ombyte förnöjer
- 1940 : Swing it, magistern!
- 1940 : Romans
- 1940 : Med dej i mina armar
- 1940 : Hanna i societén
- 1941 : Ung dam med tur
- 1941 : Stackars Ferdinand
- 1941 : Spökreportern
- 1941 : En kvinna ombord
- 1941 : En fattig miljonär
- 1942 : Vi hemslavinnor
- 1941 : Snapphanar
- 1942 : Ungdom i bojor
- 1942 : Tre skojiga skojare
- 1942 : Tre glada tokar
- 1942 : Man glömmer ingenting
- 1942 : Kvinnan tar befälet
- 1942 : Halta Lottas krog
- 1942 : Fallet Ingegerd Bremssen
- 1942 : I gult och blått
- 1943 : En flicka för mej
- 1943 : Livet måste levas
- 1943 : När ungdomen vaknar
- 1943 : Katrina
- 1943 : I mörkaste Småland
- 1944 : Släkten är bäst
- 1944 : Gröna hissen
- 1944 : Vi behöver varann
- 1944 : Kärlek och allsång
- 1944 : Flickan och Djävulen
- 1944 : Örnungar
- 1944 : Prins Gustaf
- 1944 : Dolly tar chansen
- 1945 : Sussie
- 1945 : Kungliga patrasket
- 1945 : Fram för lilla Märta
- 1945 : Hans Majestät får vänta
- 1945 : I som här inträden
- 1945 : Bröderna Östermans huskors
- 1946 : Holger Nilssons underbara resa
- 1946 : Pengar – en tragikomisk saga
- 1946 : Peggy på vift
- 1946 : Ballongen
- 1946 : Det regnar på vår kärlek
- 1946 : Onsdagsväninnan
- 1946 : Kris
- 1946 : Stiliga Augusta
- 1947 : Det kom en gäst
- 1947 : Stackars lilla Sven
- 1947 : 91:an Karlssons permis
- 1947 : Kronblom
- 1948 : Loffe på luffen
- 1948 : Solkatten
- 1948 : Soldat Bom
- 1948 : Janne Vängmans bravader
- 1948 : De kämpade sig till frihet
- 1949 : Gatan
- 1949 : Kronblom kommer till stan
- 1949 : Greven från gränden
- 1949 : Lång-Lasse i Delsbo
- 1949 : Pappa Bom
- 1949 : Pippi Långstrump
- 1950 : Två trappor över gården
- 1950 : Påhittiga Johansson
- 1950 : När kärleken kom till byn
- 1950 : Kyssen på kryssen
- 1950 : Kastrullresan
- 1951 : Skeppare i blåsväder
- 1951 : Sommarlek
- 1951 : Dårskapens hus
- 1952 : Klackarna i taket
- 1952 : Janne Vängman i farten
- 1953 : Åsa-Nisse på semester
- 1953 : Bror min och jag
- 1953 : Fartfeber
- 1954 : Åsa-Nisse på hal is
- 1954 : Förtrollad vandring
- 1956 : Flickan i frack
- 1956 : Ratataa
- 1957 : Johan på Snippen tar hem spelet
- 1957 : 91:an Karlsson slår knock out
- 1961 : Ljuvlig är sommarnatten
- 1961 : Hällebäcks gård
- 1964 : Svenska bilder
- 1965 : Åsa-Nisse slår till
- 1965 : Morianerna
- 1965 : Pang i bygget
- 1966 : Hemsöborna
- 1966 : Trettio pinnar muck
- 1966 : Åsa-Nisse i raketform
- 1967 : En sån strålande dag
- 1968 : Freddy klarar biffen

## Teatro
- 1908 : Timmerflottarne, de Teuvo Pakkala, Folkets hus teater[8]
- 1908 : Himmel och underjord, de Frans Hodell, Folkets hus teater[9]
- 1908 : I bohuslänska skärgården, de Oscar Wennersten, Folkets hus teater[10]
- 1909 : Här ska' kontrolleras, eller Svenska folkets gårdsfest, de Oscar Wennersten y Karl Gustafsson, Folkets hus teater[11]
- 1909 : Sedlighetskråkor, de Hinke Bergegren, Folkets hus teater[12]
- 1919 : Tre friska, eller Dit får han gå men inte längre, de Emil Norlander, dirección de August Svensson, Casinoteatern[13]
- 1923 : En vårmässa på Munkbron, de Edvin Janse, Casinoteatern[14]
- 1923 : Kusinen från Amörika eller De' va' småpotatis, de Gideon Wahlberg, dirección de Adolf Rangstedt, Södermalmsteatern y Pallas-Teatern[15]
- 1923 : Hej, Karolina, de Edvin Ray, dirección de Willi Wells, Pallas-Teatern y Södermalmsteatern[16]
- 1924 : Sätt igång, de Bejve, dirección de Adolf Rangstedt, Södermalmsteatern y Pallas-Teatern[17]
- 1924 : Bättre dag för dag, de Albin Erlandzon, dirección de Willi Wells, Pallas-Teatern y Södermalmsteatern[18]
- 1924 : Gaska upp dej Nikolina, de Johan Lind, dirección de Willi Wells, Södermalmsteatern y Pallas-Teatern[19]
- 1924 : En kritvit indian, de Max Lander y Max Roland, dirección de Max Lander, Södermalmsteatern y Pallas-Teatern[20]
- 1924 : Kom till smörgåsbordet, de John Botvid, dirección de Willi Wells, Pallas-Teatern y Södermalmsteatern[21]
- 1924 : Vi ska' ta det lite lättare, de Max Lander y Max Roland, dirección de Max Lander, Södermalmsteatern[22]
- 1925 : Kvickt å lätt, de John Botvid, dirección de John Botvid, Södermalmsteatern[23]
- 1925 : Vi ska' ta det lite lättare, de Max Lander y Max Roland, dirección de Max Lander, Pallas-Teatern[24]
- 1925 : Kannibal-Flirt, de Albin Erlandzon, dirección de Willi Wells, Södermalmsteatern y Pallas-Teatern[25]
- 1925 : Malmviks Malliga Malena, de Max Lander y Max Roland, dirección de Max Lander, Södermalmsteatern[26] y Pallas-Teatern[27]
- 1925 : En piga bland pigor, de Ernst Fastbom, dirección de Axel Hultman, Vanadislundens friluftsteater[28]
- 1925 : Öregrund-Östhammar, de Selfrid Kinmansson, dirección de Axel Hultman, Vanadislundens friluftsteater[29]
- 1925 : Rutigt och randigt, de Max Lander y Max Roland, dirección de Willi Wells, Pallas-Teatern[30] y Södermalmsteatern[31]
- 1925 : En orolig bröllopsnatt, de Sten Granlund, dirección de Willi Wells, Södermalmsteatern[32]
- 1926 : Trumf i hjärter, de Max Lander y Max Roland, dirección de Willi Wells, Södermalmsteatern[33]
- 1926 : Amor och kvinnofriden, de Sten Granlund, dirección de Willi Wells, Södermalmsteatern[34]
- 1926 : Åh, en så'n tös!, de Sten Granlund, dirección de Willi Wells, Pallas-Teatern[35]
- 1926 : Skomakare Jönssons mågastump, de Max Lander y Eric Sundelius, dirección de Gustaf Werner, Pallas-Teatern[36]
- 1926 : Kärlekstokar och abborrkrokar!, de Hedvig Nenzén, Klippans sommarteater[37]
- 1926 : I fruntimmersveckan, de Sten Granlund, dirección de Willi Wells, Södermalmsteatern[38]
- 1926 : Farliga kvinnor, de Sten Granlund, Södermalmsteatern[39]
- 1926 : Kärlek och boxning, de Sten Granlund, dirección de Willi Wells, Södermalmsteatern[40]
- 1926 : Go'dag go'dag, de John Botvid, Södermalmsteatern[41]
- 1927 : Fästmanssoffan, de Sten Granlund, Södermalmsteatern[42]
- 1927 : Kärlekskarusellen, de Bejve & C:o, dirección de Willi Wells, Södermalmsteatern[43]
- 1927 : Farliga kvinnor, de Sten Granlund, Södermalmsteatern[44]
- 1927 : För fulla segel, de Olof Sörby, Klippans sommarteater[45]
- 1927 : Ta trapporna, de Björn Hodell y John Botvid, Folkets hus teater[46]
- 1928 : Sådan är du, de Karl-Ewert, Folkets hus teater[47]
- 1928 : Österlunds Hanna, de Frans Hedberg, dirección de Hjalmar Peters, Tantolundens friluftsteater[48]
- 1928 : Yon Yonson, de Algot Sandberg, dirección de Ernst Fastbom, Folkets hus teater[49]
- 1928 : Anderssonskans Kalle reser jorden runt, de Emil Norlander, Folkets hus teater[50]
- 1929 : Du och jag, de Thor Modéen y John Botvid, Folkets hus teater[51]
- 1929 : Westerbergs pojke, de Gideon Wahlberg, Söders friluftsteater y Mosebacketeatern[52]
- 1929 : Fjällgatan 14, de Siegfried Fischer, Mosebacketeatern[53]
- 1930 : Söderkåkar, de Gideon Wahlberg, dirección de Hugo Jacobson, Tantolundens friluftsteater[54] y Mosebacketeatern[55]
- 1931 : Ta' fast tjuven, de Sten Granlund, Mosebacketeatern[56]
- 1931 : Äventyr vid kolonistugan, de Gideon Wahlberg y Walter Stenström, Mosebacketeatern[57]
- 1931 : I gamla Djurgårdssta'n, de Gideon Wahlberg, dirección de Gideon Wahlberg, Tantolundens friluftsteater[58]
- 1931 : Augustas lilla felsteg, de Siegfried Fischer, Mosebacketeatern[59]
- 1932 : Tokstollar och högfärdsblåsor, de Gideon Wahlberg, dirección de Gideon Wahlberg, Tantolundens friluftsteater[60] y Mosebacketeatern[61]
- 1932 : Skeppar Ömans flammor, de Siegfried Fischer, Mosebacketeatern[62]
- 1933 : En Söderpojke, de Siegfried Fischer, dirección de Siegfried Fischer, Mosebacketeatern[63]
- 1933 : Amandas kärlekspant, de Siegfried Fischer, dirección de Siegfried Fischer, Mosebacketeatern[64]
- 1933 : Vackra Sissi, eller Kärlek u.p.a., de Gideon Wahlberg, dirección de Gideon Wahlberg, Tantolundens friluftsteater[65]
- 1933 : Violen från Flen, de Siegfried Fischer, Mosebacketeatern[66]
- 1933 : Barn på beställning, de Arthur Fischer, dirección de Arthur Fischer, Mosebacketeatern[67]
- 1934 : Greven av Gamla stan, de Siegfried Fischer y Arthur Fischer, Mosebacketeatern[68][69]
- 1934 : Pettersson – Sverge, de Oscar Rydqvist, dirección de Sigurd Wallén, Vanadislundens friluftsteater[70][71] y Södra Teatern[72]
- 1934 : Julia på camping, de Siegfried Fischer, Mosebacketeatern[73]
- 1935 : Café Södergöken, de Olle Gunnarsson, Mosebacketeatern[74]
- 1935 : Filip den store, de Oscar Rydqvist, Vanadislundens friluftsteater[75]
- 1935 : Följ me' till Köpenhamn, de Siegfried Fischer, dirección de Siegfried Fischer, Mosebacketeatern[76]
- 1936 : Skojar-Hampus, de Siegfried Fischer, Mosebacketeatern[77]
- 1936 : Fröken Grönlunds pojke, de Siegfried Fischer y Arthur Fischer, dirección de Siegfried Fischer y Arthur Fischer, Mosebacketeatern[78]
- 1936 : Känsliga Svensson, de Ernst Berge, dirección de Thor Modéen, Vanadislundens friluftsteater[79]
- 1936 : Gentes de Hemsö, de August Strindberg, dirección de Siegfried Fischer, Mosebacketeatern[80]
- 1936 : Augustas lilla felsteg, de Siegfried Fischer, Mosebacketeatern[81]
- 1937 : Bergsprängarbruden, de Albin Erlandzon, dirección de Siegfried Fischer, Mosebacketeatern[82]
- 1937 : Lördagsflirt, de Bjørn Bjørnevik, Mosebacketeatern[83]
- 1937 : Spanska flugan, de Franz Arnold y Ernst Bach, Mosebacketeatern[84]
- 1937 : Julia ordnar allt, de Fred Duprez, dirección de Björn Hodell, Vanadislundens friluftsteater[85][86]
- 1937 : Tre trallande trubadurer, de Ernst Berge, Vanadislundens friluftsteater[87]
- 1937 : Hur ska' de' gå för Pettersson?, de Siegfried Fischer, Mosebacketeatern[88]
- 1938 : Kärlek och cirkus, de Gideon Wahlberg, dirección de Gideon Wahlberg, Tantolundens friluftsteater[89]
- 1938 : Stockholmsfilurer, de Gideon Wahlberg, dirección de Gideon Wahlberg, Odeonteatern[90]
- 1939 : Luftman & C:o, de Gideon Wahlberg, Odeonteatern[91]
- 1939 : Friar'n från Kisa, de Siegfried Fischer, Odeonteatern[92]
- 1939 : Kärlek och guldfeber, de Gideon Wahlberg, Tantolundens friluftsteater[93] y Odeonteatern[94]
- 1939 : Don Juan i 7:an, de Gideon Wahlberg, dirección de Gideon Wahlberg, Odeonteatern[95]
- 1939 : Kärlek och landstorm, de Gideon Wahlberg y Walter Stenström, dirección de Gideon Wahlberg, Odeonteatern[96]
- 1940 : Familjen Larsson, de Siegfried Fischer, Odeonteatern[97]
- 1940 : Strax lite varmare, de Gideon Wahlberg, Charles Henry y Einar Molin, dirección de Gideon Wahlberg, Odeonteatern[98]
- 1940 : Café Glada Änkan, de Ernst Berge, dirección de Sigge Fürst, Vanadislundens friluftsteater[99]
- 1940 : Luddes nöjesfält, de Gideon Wahlberg, Charles Henry y Einar Molin, Odeonteatern[100]
- 1941 : Luddes melodi, de Charles Henry y Einar Molin, dirección de Gideon Wahlberg, Odeonteatern[101]
- 1941 : Söders tyrolare, de Gideon Wahlberg, dirección de Gideon Wahlberg, Tantolundens friluftsteater[102]
- 1941 : Luddes underbara resa, de Charles Henry y Einar Molin, dirección de Gideon Wahlberg, Odeonteatern[103]
- 1942 : Grand Hôtel Ludde, de Charles Henry y Einar Molin, dirección de Siegfried Fischer, Odeonteatern[104]
- 1942 : Sibyllan i 5:an, de Gideon Wahlberg, dirección de Gideon Wahlberg, Tantolundens friluftsteater[105]
- 1942 : Glada gatan, de Charles Henry y Einar Molin, dirección de Gideon Wahlberg, Odeonteatern[106]
- 1943 : Peppar och parfym, de Charles Henry y Einar Molin, dirección de Gideon Wahlberg, Odeonteatern[107]
- 1943 : Fattiga friare, de Gideon Wahlberg, dirección de Gideon Wahlberg, Tantolundens friluftsteater[108]
- 1943 : Glitter och gliringar, de Charles Henry y Einar Molin, dirección de Gideon Wahlberg, Odeonteatern[109]
- 1944 : Bröderna Rims sagor, de Charles Henry y Einar Molin, dirección de Gideon Wahlberg, Odeonteatern[110]
- 1944 : Annie från Amörrika, de Siegfried Fischer, Charles Henry y Einar Molin, dirección de Siegfried Fischer, Tantolundens friluftsteater[111]
- 1944 : Hoppla, vi lär er, de Charles Henry y Einar Molin, dirección de Helge Hagerman, Odeonteatern[112]
- 1945 : Stan hela dan, de Charles Henry y Einar Molin, dirección de Helge Hagerman, Odeonteatern[113]
- 1945 : Bröllop i Tanto, de Gideon Wahlberg, dirección de

Gideon Wahlberg y Werner Ohlson, Tantolundens friluftsteater
- 1945 : 6X9, de Charles Henry, Karl-Ewert y Fritz Gustaf, dirección de Gösta Jonsson y Werner Ohlson, Odeonteatern[115]
- 1946 : Lustiga vershuset, de Charles Henry, Karl-Ewert y Fritz Gustaf, dirección de Gösta Jonsson y Werner Ohlson, Odeonteatern[116]
- 1946 : Cirkus hela da'n, de Gideon Wahlberg, dirección de Werner Ohlson, Tantolundens friluftsteater[117]
- 1946 : Luddes expo, de Charles Henry y Karl-Ewert, dirección de Werner Ohlson, Odeonteatern[118]
- 1947 : Nu blommar de', de Charles Henry y Karl-Ewert, dirección de Werner Ohlson, Odeonteatern[119]
- 1947 : Tänk om jag gifter mig med August, de Gideon Wahlberg y Werner Ohlson, dirección de Werner Ohlson, Tantolundens friluftsteater[120]
- 1947 : Tingel-tangel, de Charles Henry y Karl-Ewert, dirección de Werner Ohlson, Odeonteatern[121]
- 1948 : Parkera här, de Charles Henry y Karl-Ewert, dirección de Werner Ohlson, Odeonteatern[122]
- 1948 : Välj Odéon, de Charles Henry, Karl-Ewert y Werner Ohlson, dirección de Werner Ohlson, Odeonteatern[123]
- 1949 : Färg över stan, de Charles Henry, Karl-Ewert y Werner Ohlson, dirección de Werner Ohlson, Odeonteatern[124]
- 1949 : Om ni behagar, de Charles Henry, Harry Iseborg y Karl-Ewert, dirección de Werner Ohlson, Odeonteatern[125]
- 1950 : Förtjusningens hus, de Karl-Ewert, Charles Henry, Harry Iseborg y Werner Ohlson, dirección de Werner Ohlson, Odeonteatern[126]
- 1950 : Julia i farten, de Siegfried Fischer, dirección de Siegfried Fischer, Tantolundens friluftsteater[127]
- 1950 : Folk i farten, de Karl-Ewert, dirección de Werner Ohlson, Odeonteatern[128]
- 1951 : De' som gömmes i snö, de Karl-Ewert, dirección de Werner Ohlson, Odeonteatern[129]
- 1951 : Karusellen på Björkeby, de Siegfried Fischer, dirección de Siegfried Fischer, Tantolundens friluftsteater[130]
- 1951 : Född i år, de Karl-Ewert, dirección de Werner Ohlson, Odeonteatern[131]
- 1952 : Kom som du ä', de Karl-Ewert, dirección de Werner Ohlson, Odeonteatern[132]
- 1952 : Han valsade en sommar, de Siegfried Fischer, dirección de Siegfried Fischer, Tantolundens friluftsteater[133]
- 1952 : Klart för start, de Karl-Ewert, dirección de Werner Ohlson, Odeonteatern[134]
- 1953 : Glädjen i topp, de Charles Henry, Allan Forss, Tryggve Arnesson, Karl-Ewert, Tor Bergström, dirección de Werner Ohlson, Odeonteatern[135]
- 1953 : Skärgårdsflirt, de Gideon Wahlberg, dirección de Gösta Jonsson, Vanadislundens friluftsteater[136]
- 1954 : Arsenik åt alla spetsar, de Rune Moberg, dirección de Gösta Jonsson, Boulevardteatern[137]
- 1954 : Söderkåkar, de Gideon Wahlberg, dirección de Gösta Jonsson, Vanadislundens friluftsteater[138]
- 1954 : Hösten är vår, de Lennart Anderzon y Tjadden Hällström, dirección de Tjadden Hällström, Boulevardteatern[139]
- 1955 : Oförskämt, de Rune Moberg, dirección de Kåge Sigurth, Boulevardteatern[140]
- 1955 : Alltid retar det nån, de Lennart Anderzon y Tjadden Hällström, dirección de Tjadden Hällström, Boulevardteatern[141]
- 1956 : Kom och sitt i knä't, de Rune Moberg, dirección de Tjadden Hällström, Boulevardteatern[142]
- 1956 : Kärlek och guldfeber, de Gideon Wahlberg, dirección de Gösta Jonsson, Vanadislundens friluftsteater[143]
- 1956 : Tolvan, de Alf Henrikson, dirección de Karl Erik Flens, Boulevardteatern[144]
- 1956 : En sån cigarr, de Rune Moberg, dirección de Per Edström, Boulevardteatern[145]
- 1957 : Kärlek och guldfeber, de Gideon Wahlberg, dirección de Gösta Jonsson, Vanadislundens friluftsteater[146]
- 1958 : Södercharmörer, de Ingmar Billow y Stig Browall, dirección de Stig Browall, Tantolundens friluftsteater[147]
- 1959 : Julia tar hem potten, de Ingmar Billow y Stig Browall, dirección de Stig Browall, Tantolundens friluftsteater[148]
- 1960 : Kvartetten som sprängdes, de Birger Sjöberg, dirección de Åke Falck, Skansens friluftsteater[149]
- 1961 : Fridas visor, de Birger Sjöberg, dirección de Per Sjöstrand, Skansens friluftsteater[150]
- 1962 : El buen soldado Švejk, de Karl Larsen, dirección de Åke Falck, Skansens friluftsteater[151]
- 1963 : Änkeman Jarl, de Vilhelm Moberg, dirección de Per-Axel Branner, Skansens friluftsteater[152]
- 1964 : Cyrano de Bergerac, de Edmond Rostand, dirección de Per Oscarsson, Skansens friluftsteater[153]
- 1964 : Apoteket Sparven, de Hasse Ekman, dirección de  Hasse Ekman, Intiman
- 1965 : Teater-Cabaret, dirección de Bo Forsberg, Parkteatern[154]
- 1966 : Bom krasch, de Beppe Wolgers, dirección de Johan Bergenstråhle, Idéonteatern

## Radioteatro
- 1945 : Blotta misstanken, de Karl Ragnar Gierow, dirección de  Alf Sjöberg[155]
- 1946 : Bortom alla väggar, de Gustaf Carlström, dirección de Johan Falck[156]
- 1959 : Vägglusen, de Vladimir Majakovskij, dirección de Staffan Aspelin[157]
- 1960 : Han som sålde sin fru, de David Tutaev, dirección de Staffan Aspelin[158]
- 1960 : Jons födelsedag, de Inge Johansson, dirección de Helge Hagerman[159]
- 1960 : Kvartetten som sprängdes, de Birger Sjöberg, dirección de Åke Falck[160]
- 1961 : Önskeskogen, de Astrid Ribrant, dirección de Manne Grünberger[161]
- 1963 : Bastu på badort, de Hans Abramson, dirección de Hans Abramson[162]
- 1963 : Trivselmyra story, de Lars Björkman, dirección de Hans Lagerkvist[163]
- 1967 : Dickie Dick Dickens, de Rolf Becker y Alexandra Becker
- 1967 : Buss på kontinenten, de Ove Magnusson, dirección de Olof Thunberg[164]